# Tour du Cameroun 2004
La 2e édition de la course cycliste Tour du Cameroun a eu lieu du 28 mars au 10 avril 2004.
La victoire est revenue au Camerounais Martinien Tega.

## Résultats

### Les étapes
Le parcours se compose de 13 étapes reliant Mokolo à Yaoundé.
| Détail    | Date      | Villes étapes    | km  | Vainqueur d'étape | Leader du classement général |
| 1re étape | 28 mars   | Mokolo - Maroua  | 110 | Etienne Labrouche | Etienne Labrouche            |
| 2e étape  | 29 mars   | Pitoa -Garoua    | 111 | Andrey Minashkin  |                              |
| 3e étape  | 30 mars   | Mbé - Ngaoundéré | 80  | Martinien Tega    |                              |
| 4e étape  | 31 mars   | Belabo - Betoua  |     | étape annulée     |                              |
| 5e étape  | 1er avril |                  |     |                   |                              |
| 6e étape  | 2 avril   | Douala - Limbé   | 80  | Noël Richet       |                              |
| 7e étape  | 3 avril   | Douala - Kribi   | 170 | Faat Zakirov      |                              |
| 8e étape  | 5 avril   |                  |     |                   |                              |
| 9e étape  | 6 avril   |                  |     |                   |                              |
| 10e étape | 7 avril   |                  |     |                   |                              |
| 11e étape | 8 avril   |                  |     |                   |                              |
| 12e étape | 9 avril   |                  |     |                   |                              |
| 13e étape | 10 avril  | - Yaoundé        |     |                   | Martinien Tega               |

### Classement général final
Le classement général est remporté par le Camerounais Martinien Tega.
| Classement général | Classement général | Classement général | Classement général         | Classement général |
|                    | Coureur            | Pays               | Équipe                     | Temps              |
| ------------------ | ------------------ | ------------------ | -------------------------- | ------------------ |
| 1er                | Martinien Tega     | Cameroun           | Cameroun A                 |                    |
| 2e                 | Andrey Minashkin   | Russie             |                            |                    |
| 3e                 | Etienne Labrouche  | France             | Équipe de France militaire |                    |
| modifier           |                    |                    |                            |                    |